# Petrus Huizing
Petrus Huizing SJ (* 22. Februar 1911 in Haarlem; † 6. Juni 1995 in Nijmegen) war ein niederländischer römisch-katholischer Kirchenrechtler.

## Leben
Nach dem Studium der Rechtswissenschaften in Amsterdam trat er 1931 in den Jesuitenorden ein. Er empfing 1941 die Priesterweihe und legte 1952 die Ewigen Gelübde ab. Nach dem Philosophie- und Theologiestudium schloss 1938 das Jurastudium ab. Danach studierte er Moraltheologie und Kirchenrecht in Heerlen und Löwen und wurde 1947 in Kirchenrecht an der Pontificia Università Gregoriana promoviert. Als Professor lehrte er an der Theologischen Fakultät der Jesuiten in Maastricht, an der Gregoriana sowie an der Radboud-Universität Nijmegen. Von 1965 bis 1980 war er Konsultor der Päpstlichen Kommission für die Revision des Codex Iuris Canonici.

## Schriften (Auswahl)
- Doctrina decretistarum de excommunicatione usque ad glossam ordinariam Joannis Teutonici. Rom 1952, OCLC 614784928.
- mit Alois Müller und Ferdinand Elsener: Vom Kirchenrecht zur Kirchenordnung?. Einsiedeln 1968, OCLC 878208967.
- mit Neophytos Edelby und Teodoro Jiménez-Urresti (Hg.): The sacraments in theology and canon law. New York 1968, OCLC 603443856.
- Hg.: Für eine neue kirchliche Eheordnung. Ein Alternativentwurf. Düsseldorf 1975, ISBN 3-491-77568-X.